# 엄마는 외국인
《엄마는 외국인》은 박성훈이 그린 웹툰이다. 2013년 1월 4일에 네이트에서 연재를 시작했으며, 2014년  시즌2를 연재 했으며 2016년 카카오페이지에서 시즌 3를 연재중이다
중2 소년과 프랑스 출신 어머니와, 화가 아버지가 지내는 일상을 다룬다.

## 등장인물
- 변기통

중학교 2학년으로 어머니가 프랑스인인 관계로 이국적인 외모를 지녔다. 하지만 이 때문에 자주 놀림을 당했는데 그럴때마다 주먹싸움을 벌이는 바람에 싸움을 굉장히 잘한다.
- 어머니

프랑스 여자로 서태지와 결혼하기 위해 무작정 제주도에 와서 제주도 토박이와 결혼했다.
- 아버지

화가로 제주도 토박이이다. 뭐든지 벗겨놓은 것을 그리기 좋아한다.